# Bandera de Santa Fe del Penedès
La bandera oficial de Santa Fe del Penedès té la següent descripció:
Bandera apaïsada de proporcions dos d'alt per tres de llarg, blanca, amb dues franges horitzontals d'amplada d'1/9 de l'alt del drap, cada una d'elles, situada al mateix eix horitzontal del drap, negra la superior i verda la inferior.
Va ser aprovada el 26 de maig de 1995 i publicada en el DOGC el 12 de juny del mateix any amb el número 2061.